# Jesuitmissionerna hos guaranifolket
Jesuitmissionerna hos guaranifolket grundades på 1600- och 1700-talet för att konvertera Guaranifolket till kristendom och kolonisera Guayrá.

## Historik
År 1585 anlände jesuitprästerna Barcena och Angulo till guaraniindianernas område, Guayrá. Andra följde snart och en jesuitskola etablerades i Asuncion, ett provisoriskt namn för Paraguay och Chile.
År 1608 gav kung Filip II av Spanien kungligt godkännande för jesuiterna att konvertera och kolonisera Guayrá. Det bör noteras att namnet Paraguay ibland användes som ett namn för hela flodavrinningsområdet, inklusive dagens Paraguay, delar av Uruguay, Argentina, Bolivia och Brasilien.
Under 160 år följde sedan en kraftig kolonisering av denna vidsträckta region. År 1743 levde 141 182 guaraniindianer i 30 städer och utgjorde 54% av totalbefolkningen. År 1768 tog eran slut då jesuiterna kastades ut ur regionen.
Guranaiindianernas gamla territorium är idag uppdelat mellan Argentina, Brasilien, Paraguay och Uruguay. Den brasilianska delen är provinsen Paraná.

## Ett världsarv
1983 upptogs ruinen av missionsstationen i São Miguel i Brasilien, på Världsarvslistan. Året efter utökades världsarvsobjektet med fyra missionsstationer i Argentina och omfattar nu:
- Nuestra Señora de Loreto, Nuestra Señora de Santa Ana, San Ignacio Miní och Santa María la Mayor i Argentina
- São Miguel das Missões i Brasilien

I samband med utökningen 1984 uttalade sig världsarvskommittén också för att det vore önskvärt att utöka Världsarvslistan ytterligare med jesuitiska missioner i Paraguay och Uruguay. 1993 upptogs två missionsstationer i Paraguay som ett eget världsarv med namnet "Jesuitmissionerna La Santísima Trinidad de Paraná och Jesús de Tavarangue". Uruguay har dock ännu inte någon missionsstation på världsarvslistan.